# Панамериканский чемпионат по дзюдо 1958
Панамериканский чемпионат по дзюдо 1958 года прошёл в городе Рио-де-Жанейро (Бразилия). Чемпионат был третьим по счёту.

## Медалисты
| Категория            | Золото                      | Серебро             | Бронза |
| -------------------- | --------------------------- | ------------------- | ------ |
| 1-й дан              | Луис Мендоса · Бразилия     | —                   | —      |
| 2-й дан              | Сунджи Хината · Бразилия    | —                   | —      |
| 3-й дан              | Джордж Харрис · США         | —                   | —      |
| Абсолютная категория | Масаёси Каваками · Бразилия | Джордж Харрис · США | —      |

## Медальный зачёт
| Место          | Страна         | Золото | Серебро | Бронза | Всего |
| -------------- | -------------- | ------ | ------- | ------ | ----- |
| 1              | Бразилия       | 3      | 0       | 0      | 3     |
| 2              | США            | 1      | 1       | 0      | 2     |
| Всего стран: 2 | Всего стран: 2 | 4      | 1       | 0      | 5     |